# Adrián Čermák
Adrián Čermák (* 1. července 1993, Malacky) je slovenský fotbalový záložník hrající za FC Vysočina Jihlava v 2. České fotbalové lize

## Klubová kariéra
Čermák je odchovancem Slovanu Bratislava. V roce 2013 odešel na roční hostování do Nitry, kde naskočil do 7 zápasů. Ve Slovanu ale nedostával příliš šancí, a sezonu 2015/16 odehrál v MFK Skalica. Zde si ho vyhlédlo druholigové Dynamo České Budějovice. Zde se okamžitě stal hráčem základní sestavy, po půl roce mu ale začaly táhlé zdravotní problémy s kolenem, které ho na dlouhou dobu vyřadily ze hry. V lednu 2019 odešel na půlroční hostování do Táborska. V červenci 2019 přestoupil do Líšně. Zde působil velmi krátce, po půl roce podepsal s jiným brněnským druholigovým klubem, se Zbrojovkou. V dresu Zbrojovky debutoval 8. března 2020 v utkání 17. kola proti Baníku Sokolov. V utkání 28. kola hraném 4. července 2020 proti Slavoji Vyšehrad vsítil hattrick. Se Zbrojovkou oslavil postup do 1. ligy, ve které debutoval 22. srpna 2020 v prvním kole hraném proti Spartě.